# Santana do Araguaia
Pour les articles homonymes, voir Santana.

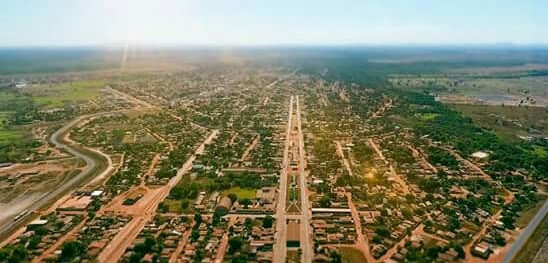

Santana do Araguaia est une ville et une municipalité de l'État du Pará au Brésil.